# Pellicole fotografiche non più in produzione
Questo è un elenco parziale di pellicole fotografiche non più in produzione, che sono state aggiornate o la cui società che li produceva non esiste più. Spesso i film vengono aggiornati e le versioni precedenti vengono dismesse senza alcun cambiamento nel nome.

## Adox
Adox era un produttore di pellicole e macchine fotografiche attivo tra gli anni '50 e '60. Durante questo periodo, Adox, produceva le pellicole "KB 14" con una sensibilità di 14 ° DIN (20 ASA), "KB 17" con una sensibilità di 17 ° DIN (40 ASA) e pellicole invertibili a colori "C 15" (15 ° DIN, 25 ASA ) e "C 18" (18 ° DIN, 50 ASA). Negli anni '70, Dupont, i nuovi proprietari del marchio ADOX, ha venduto le ricette e i macchinari (ma non il marchio) a Fotokemika, in Croazia, che continuò a produrre i film secondo le formule ADOX degli anni '50 con il marchio Efke. Il marchio ADOX per i film fotografici è stato ripreso da Fotoimpex (Berlino, Germania) nel 2003, inizialmente con il rebranding dei film di Efke come ADOX CHS Art. Dopo la chiusura di Fotokemikas, ADOX (Fotoimpex) ha successivamente ripreso il film KB100 come ADOX CHS II.

### Pellicole Negative a colori
ADOX Color Implosion
- Tipo: Pellicola negativa
- Velocità: 100 ASA
- Data di lancio: 2017
- Uso: Stampe Dettagli: Un film a colori C-41 "creativo", progettato per dare intenzionalmente risultati imprevedibili con colori distorti.[2]

## AGFA
Originariamente fondata a Berlino nel 1867, nel 1873 il suo nome è stato cambiato in AGFA (Aktien-Gesellschaft für Anilin-Fabrikation). La fabbrica Wolfen è stata fondata nel 1910 e l'originale Leverkusen funziona nello stesso periodo. Nel 1925, con la IG Farben, Wolfen si specializzò nella produzione cinematografica e nella carta fotografica Leverkusen. Dopo la guerra, Agfa è stata divisa in due società: Agfa AG, Leverkusen nella Germania occidentale e VEB Film und Chemiefaserwerk Agfa Wolfen nella Germania orientale. Inizialmente ha continuato a produrre film con il marchio AGFA con gli stessi nomi, come Isopan F. Per distinguerli, i marchi marginali erano L IF per Agfa Leverkusen e W IF per Agfa Wolfen. Dopo il 1964, i film di Wolfen furono rinominati ORWO (ORiginal WOlfen). Agfa AG (Leverkusen), che nel 1952 vide importanti investimenti nel dopoguerra come una sussidiaria interamente controllata da Bayer, fu successivamente unita a Gevaert con sede a Mortsel, Belgio nel 1964 per formare Agfa-Gevaert e Bayer che ne acquisì la piena proprietà. I prodotti cinematografici Agfa-Gevaert hanno continuato a essere venduti con il marchio di AGFA "rhombus" (Rombo). Dopo una quotazione pubblica nel 1999, il gruppo Agfa-Gevaert divenne indipendente da Bayer. La divisione film di consumo Agfa di Leverkusen è stata trasformata in una nuova società AgfaPhoto nel 2004 come acquisizione manageriale, un periodo di sfide significative per il mercato cinematografico tradizionale con la rapida crescita della fotografia digitale, con conseguente bancarotta in meno di 12 mesi e la chiusura dello stabilimento di Leverkusen nel 2005. La produzione di film aerei è proseguita presso lo stabilimento di Agfa-Gevaert, a Mortsel, alcuni dei quali sono stati successivamente convertiti per la vendita al dettaglio da Maco Photo Products.

### Pellicole Bianco e Nero
- Agfapan AP 100
- Agfapan AP 400
- ISOPAN Ultra
- ISOPAN Fine Grain
- AGFA Vario-XL Pellicola cromogenerica in bianco e nero che può essere sviluppata in c-41.

Agfa Isopan/ Isopan F / IF17 * Data: dal 1943 al 1970 * Velocità: 60 ASA * Formato: 135 * Dettagli: Film pancromatico a grana fine.

## AGFA PHOTO
La divisione film di consumo, Agfa Leverkusen, è stata scorporata in una nuova società AGFA PHOTO nel 2004, andando in bancarotta in meno di 12 mesi. A seguito del fallimento e della chiusura dello stabilimento di Leverkusen nel 2005, AGFA PHOTO è ora un marchio di Lupus Imaging & Media che dal 2005 utilizza il nome AGFA e il logo 'red dot' su licenza di Agfa-Gevaert. I suoi film APX erano originariamente basati su stock AGFA originali che erano stati congelati, ma che erano stati esauriti entro il 2012 e ora sono stati fabbricati con una diversa emulsione da Harman Technology.
| Produttore | Nome    | Data        | Base | ISO | Sviluppo | Tipo  | Dettagli | Origine | Formati  | Rimpiazzata da                          |
| ---------- | ------- | ----------- | ---- | --- | -------- | ----- | --- | ------- | -------- | --------------------------------------- |
| AGFA PHOTO | APX 100 | 2005 - 2012 | T    | 100 | B&W      | Print | Pellicola pancromatica tradizionale a grani cubici di uso generale con ampia esposizione e gamma tonale. La pellicola è stata convertita dai rotoli originali surgelati AGFA APX prodotti a Leverkusen. Il nuovo film APX sostitutivo è un rivestimento di Harman Technology simile a Kentmere 100. ADOX Silvermax è ora l'equivalente più vicino all'originale. | Germany | 135, 120 | New Agfa Photo APX 100 (ADOX Silvermax) |
| AGFA PHOTO | APX 400 | 2005 - 2012 | T    | 400 | B&W      | Print | Pellicola pancromatica tradizionale a grani cubici di uso generale con ampia esposizione e gamma tonale. La pellicola è stata convertita dai rotoli originali surgelati AGFA APX prodotti a Leverkusen. Il nuovo film APX sostitutivo è un rivestimento di Harman Technology simile a Kentmere 400. Il test ADOX ha prodotto una versione leggermente migliorata dell'APX originale come ADOX Pan 400 nel corso del 2010. A causa di Fotokemika, la produzione generale nel 2012 è stata assegnata a ADOX CHS II. | Germany | 135, 120 | New Agfa Photo APX 400                  |

## Dan-Di Films
Pellicole prodotte in Belgio

### Dan-Di Orthochromatic Safety film
- Tipo: Safety Film - Ortocromatico
- Formato: 116 N-16
- Grana:
- Latitudine di posa:
- Potenza di risoluzione:
- Storia:

## Ilford
Ilford Photo è un produttore britannico di materiali fotografici con sede a Mobberley nel Cheshire, conosciuto in tutto il mondo per i suoi film in bianco e nero, carte e prodotti chimici. Le versioni cinematografiche fuori produzione includono:
| Produttore | Nome   | Data        | Base | ISO | Sviluppo | Tipo  | Dettagli | Origine | Formati | Rimpiazzata da    |
| ---------- | ------ | ----------- | ---- | --- | -------- | ----- | --- | ------- | ------- | ----------------- |
| ILFORD     | Pan F  | ?           | ?    | 50  | B&W      | Print | Pellicola Pancromatica a grana fine | UK      | ?       | Pan F Plus        |
| ILFORD     | FP     | 1934 - 1939 | ?    | 28  | B&W      | Print | Pellicola pancromatica per uso generico | UK      | ?       | FP2               |
| ILFORD     | FP2    | 1939 - 1942 | ?    | 80  | B&W      | Print | Pellicola pancromatica per uso generico | UK      | ?       | FP3               |
| ILFORD     | FP3    | 1942 - 1968 | ?    | 125 | B&W      | Print | Pellicola pancromatica per uso generico. 125 ASA almeno dal 1960. | UK      | ?       | FP4               |
| ILFORD     | FP4    | 1968 - 1990 | ?    | 125 | B&W      | Print | Pellicola pancromatica per uso generico | UK      | ?       | FP4 Plus          |
| ILFORD     | HP     | 1935 - 1939 | ?    | 160 | B&W      | Print | Pellicola tradizionale pancromatica rapida | UK      | ?       | HP2               |
| ILFORD     | HP2    | 1939 - 1941 | ?    | 200 | B&W      | Print | Pellicola tradizionale pancromatica ultrarapida. Questa pellicola era essenzialmente una FP3. La differenza nella sensibilità specificata riflette un fattore di sicurezza che il produttore riteneva necessario. | UK      | ?       | HP3               |
| ILFORD     | HP3    | 1941 - 1969 | ?    | 400 | B&W      | Print | Film pancromatico tradizionale ad alta velocità. Tra il 1965 e il 1969 sembra che siano disponibili sia HP3 che HP4. La pagina di Ilford HP contiene informazioni contrastanti sulla sensibilità.                 | UK      | ?       | HP4               |
| ILFORD     | HP4    | 1965 - 1976 | ?    | 400 | B&W      | Print | Pellicola tradizionale pancromatica rapida | UK      | ?       | HP5               |
| ILFORD     | HP5    | 1976 - 1989 | ?    | 400 | B&W      | Print | Pellicola tradizionale pancromatica rapida | UK      | ?       | HP5 Plus          |
| ILFORD     | HPS    | 1954 - 1998 | ?    | 800 | B&W      | Print | Pellicola tradizionale pancromatica ultrarapida. La pagina di Ilford HP contiene informazioni contrastanti sulla sensibilità                                                                                      | UK      | ?       | Ilford Delta 3200 |
| ILFORD     | Mark V | ?           | ?    | ?   | B&W      | Print | Origine incerta, forse stock di film | UK      | ?       | Niente            |

## Ferrania
Ferrania era un produttore di pellicola fotografica e cinematografica. Oggi si occupa della produzione di prodotti chimici per uso medico e pannelli solari.

### Pellicola invertibile a colori
- Ferraniacolor Entrato in produzione 1947 fino agli anni '70. Era disponibile nelle taglie 135, 120, lastra fotografica. Inizialmente era venduta esclusivamente per uso cinematografico ma successivamente è stato resa disponibile per quello fotografico sia amatoriale che professionale
- Scotch Crome ISO 100, 400, 1000. 135.
- Imation Crome ISO 100, 400. 135.

### Pellicola Bianco e Nero
- P30  ISO 80. 135, 120, 127. Introdotto negli anni '60 in tre versioni: Cinema, Leica e Portrait. Nel 2017  la società FILM Ferrania  ha rimesso in produzione la versione Cinema.
- P33  135, 120, 127
- P3 18DIN. 135 - La Pellicola P3 esisteva anche in versione cinematografica con il nome C6 affiancata alla C7 di 21 DIN.

### Pellicola negativa a colori
- Ferrania Solaris è stato introdotto nel 2000 esclusivamente nel formato 135. È stato successivamente venduto con diversi nomi di catene di supermercati importati (ad esempio Carrefour, Esselunga e Coop) e sotto il nome di diverse società come Polaroid, Samsung e altri

## Film Washi
Factory in Saint-Nazaire, France. Launched in 2013, producing a handcrafted film, handcoated on traditional Washi paper. Also converting other films industrially coated in larger factories and originally made for technical, motion pictures, industrial or aerial applications.

### Pellicola a colore
- "X" - 400 iso (35mm), C-41 senza maschera, poteva essere sviluppato in E6

## Forte
Forte (Forte Photochemical Industry VAC) era una manifattura ungherese di film fotografici e prodotti di carta fondata nel 1922. Hanno smesso di fabbricare prodotti nel gennaio 2007

## Fotokemika
Fabbrica a Samobor (vicino a Zagabria), Croazia. Chiuso dal 2012. Dupont, i proprietari del marchio ADOX, hanno venduto le ricette e i macchinari (ma non il nome del marchio) a Fotokemika in Croazia negli anni '70, che continuò a produrre i film secondo le formule ADOX degli anni '50 sotto il marchio Efke. Anche i prodotti sono stati venduti da Fotoimpex (Berlino, Germania) con il marchio originale ADOX dopo che ne hanno acquisito i diritti nel 2003. Fotokemika ha anche prodotto carta in bianco e nero. Dopo la chiusura di Fotokemikas, ADOX (Fotoimpex) ha successivamente ripreso il film KB100 come ADOX CHS II.
| Produttore | Nome         | Data    | Base | ISO | Sviluppo | Tipo  | Dettagli | Origine | Formati                   | Rimpiazzata da |
| ---------- | ------------ | ------- | ---- | --- | -------- | ----- | --- | ------- | ------------------------- | -------------- |
| Efke       | KB25 & R25   | To 2012 | T    | 25  | B&W      | Print | Emulsione monostrato in stile anni '50 orto-pancromatica.                                                                                   | Croazia | 135, 120, Sheet film      | Niente         |
| Efke       | KB50 & R50   | To 2012 | T    | 50  | B&W      | Print | Emulsione in stile anni '50 orto-pancromatica.                                                                                              | Croazia | 135, 120, Sheet film.     | Niente         |
| Efke       | KB100 & R100 | To 2012 | T    | 100 | B&W      | Print | Emulsione in stile anni '50 orto-pancromatica. Lo stesso film è stato successivamente prodotto per ADOX da Inoviscoat come ADOX CHS II 100. | Croazia | 135, 127, 120, Sheet film | ADOX CHS II    |
| Efke       | IR820        | To 2012 | T    | 100 | B&W      | Print | Emulsione monostrato in stile anni '50 orto-pancromatica.                                                                                   | Croazia | 135, 120, Sheet film      | Niente         |

## Fujifilm

### Pellicola Bianco e Nero
- Fujifilm Neopan 100 SS
- Fujifilm Neopan 400 Presto ISO 400. 35 mm.
- Fujifilm Neopan 1600 Super Presto ISO 1600. 35 mm.

### Pellicola negative a colori
| Produttore | Nome                          | Data        | Base | ISO  | Processo | Tipo  | Dettagli | Origine  | Formato                      | Rimpiazzata da    |
| ---------- | ----------------------------- | ----------- | ---- | ---- | -------- | ----- | --- | -------- | ---------------------------- | ----------------- |
| FUJIFILM   | FujiColor Press 400           | To ?        | T    | 400  | C-41     | Print | Versione professionale della Superia 400 | Giappone | 135                          | Niente            |
| FUJIFILM   | FujiColor Press 800           | To ?        | T    | 800  | C-41     | Print | Versione professionale della Superia 800 | Giappone | 135                          | Niente            |
| FUJIFILM   | FujiColor Superia Reala       | To 2012     | T    | 100  | C-41     | Print | Un'emulsione ISO 100 di alta qualità che offre un'eccezionale precisione del colore. La grana è più fine e levigata e ha la migliore nitidezza di tutti i film SUPERIA. Prima pellicola che sfrutta la tecnologia a 4 strati per colori migliorati (nessuna sfumatura verdastra) in condizioni di illuminazione a fluorescenza. Ultimo disponibile nel 120 | Giappone | 135, 120, 220                | Niente            |
| FUJIFILM   | FujiColor Superia 100         | To ?        | T    | 100  | C-41     | Print | Pellicola a colori per uso generale con tecnologia a 4 strati. | Giappone | 135                          | Niente            |
| FUJIFILM   | FujiColor Superia 200         | To 2017     | T    | 200  | C-41     | Print | Pellicola a colori per uso generale per uso generale con tecnologia a 4 strati. | Giappone | 135                          | Niente            |
| FUJIFILM   | FujiColor Superia 400         | To ?        | T    | 800  | C-41     | Print | Pellicola a colori per uso generico. Sostituito da X-tra 400 con tecnologia sigma a grana fine come i Pro film | Giappone | 135                          | Superia X-tra 400 |
| FUJIFILM   | FujiColor True Definition 400 | c2004 - ?   | T    | 800  | C-41     | Print | Pellicola "consumer" a colori per uso generico che utilizza la tecnologia a 4 strati, solo per il mercato USA. Colori più naturali della Superia 400 | Giappone | 135                          | Superia X-tra 400 |
| FUJIFILM   | FujiColor Superia 800         | To c2016    | T    | 800  | C-41     | Print | Pellicola "consumer" a colori per uso generale con tecnologia a 4 strati. La produzione della Superia 800 è stata interrotta nel 2016 fuori dal Giappone. Sostituito da Fujicolor Venus 800 (In esclusiva per il mercato Giapponese) | Giappone | 135-36                       | Venus 800         |
| FUJIFILM   | FujiColor Natura 1600         | To 2017     | T    | 1600 | C-41     | Print | Pellicola a colori ad alta velocità per uso generico con tecnologia a 4 strati. La prosuzione della Superia 1600 è stata interrotta nel 2016 fuori dal Giappone. Dismissione definitiva annunciata a ottobre 2017. | Giappone | 135-36                       | Niente            |
| FUJIFILM   | NPL 160                       | To 2004     | T    | 160  | C-41     | Print | Pellicola professionale a colori bilanciati per il tungsteno principalmente per ritratti in studio e copia, adatta per esposizioni lunghe. | Giappone | 135, 120, 220                | Niente            |
| FUJIFILM   | NPC 160                       | To 2004     | T    | 160  | C-41     | Print | Pellicola negativa a colori di tipo Daylight progettata per uso professionale, con contrasto superiore rispetto alla fuji NPS | Giappone | 135, 120, 220                | Pro 160C          |
| FUJIFILM   | NPS 160                       | To 2004     | T/P  | 160  | C-41     | Print | Pellicola negativa a colori Daylight per esposizioni corte progettata per uso professionale. | Giappone | 120, 220, Pellicola in fogli | Pro 160S          |
| FUJIFILM   | Fujicolor Pro 160C            | 2004 -2010  | T    | 160  | C-41     | Print | Pellicola negativa a colori di tipo Daylight con 4 strati di colore e tecnologia Sigma a grana fine progettata per un uso professionale, con un design gradazione ottimizzato per esposizioni che richiedono risultati ad alto contrasto. | Giappone | 135, 120, 220                | Niente            |
| FUJIFILM   | Fujicolor Pro 160S            | 2004 - 2010 | T/P  | 160  | C-41     | Print | Pellicola Daylight professionale a colori naturali con 4 strati di colore e la tecnologia sigma a grana fine, con una riproduzione del tono della pelle altamente ottimizzata e un bilanciamento del grigio neutro, particolarmente importanti per la fotografia di matrimoni e ritratti. Il nome è stato cambiato in Pro 160NS nel 2010.                  | Giappone | 120, 220, Pellicola in fogli | Pro 160 NS        |
| FUJIFILM   | Fujicolor Pro 160NS           | 2010- 2017  | T/P  | 160  | C-41     | Print | Film professionale a colori naturali per Matrimoni, ritratti, moda con 4 strati di colore. (Sostituita Pro 160S stessa emulsione). | Giappone | 120, 220, Pellicola in fogli | Niente            |
| FUJIFILM   | NPH 400                       | 2002 -2004  | T    | 400  | C-41     | Print | La pellicola professionale a grana fine offre la tonalità della pelle migliorata, una riproduzione dei colori molto più accurata, un miglior dettaglio delle ombre e una maggiore latitudine di esposizione. Presenta il nuovo supporto per carta Fuji. Ribattezzato nel Pro 400H del 2004 senza modifiche all'emulsione.                                  | Giappone | 135, 120, 220                | Pro 400H          |
| FUJIFILM   | NPZ 800                       | 2002 -2004  | T    | 800  | C-41     | Print | La pellicola professionale a 800 giri a grana fine ora offre tonalità della pelle migliorate, una riproduzione dei colori molto più accurata, un miglior dettaglio delle ombre e una maggiore latitudine di esposizione. Presenta il nuovo supporto per carta da buccia e stick di Fuji. Ribattezzato nel 2004 Pro 800Z senza modifiche all'emulsione.     | Giappone | 135, 120, 220                | Pro 800Z          |
| FUJIFILM   | Fujicolor Pro 800Z            | 2004- 2009  | T    | 800  | C-41     | Print | Film professionale a colori naturali ad alta velocità a grana fine per Matrimoni, ritratti, moda con il quarto strato di colore, Rinominato da NPZ 800 per adattarlo alla nuova linea di film 160 | Giappone | 135, 120, 220                | Niente            |

### Pellicola Invertibile a Colori
- FujiChrome Velvia RVP 35 mm, 120 . Introdotta nel 1990, uscita di produzione nel 2003. Sostituita dalla Velvia 50
- FujiChrome Velvia 100F 35 mm, 120.
- FujiChrome Provia 400X 35 mm, 120. Non più prodotta dal 2013.
- FujiChrome Astia 100F Pellicola creata per ritratti e fotografie di moda, caratterizzata da toni soft e un basso contrasto.
- FujiChrome 64T Pellicola bilanciata per il tungsteno.
- FujiChrome Fortia 50 Pellicola venduta esclusivamente in Giappone
- FujiChrome Sensia 100
- FujiChrome Sensia 200
- FujiChrome Sensia 400
- FujiChrome MS 100/1000 Pellicola ad ISO variabili.

### FUJI INSTANT COLOR FILM New FP-100C[4]
- Tipo: Pellicola istantanea a colori a separazione
- Velocità: ISO 100
- Formati: 3.25x4.25"

### FUJI INSTANT COLOR FILM New FP-100C 45
- Tipo: Pellicola istantanea a colori a separazione
- Velocità: ISO 100
- Formati: 5x4"

### FUJI INSTANT BLACK & WHITE FILM FP-3000B[6]
- Tipo: Pellicola istantanea bianco e nero a separazione
- Velocità: ISO 3000
- Formati: 3.25×4.25", 4×5"

## Gigabit

### Gigabit Film
- Tipo: bianco e nero
- Velocità: ISO 40, DIN 17 °
- Formati disponibili: 35 mm
- Granularità: estremamente fine
- Potere risolutivo: estremamente alto
- Storia: si dice che sia un film di micrografia Agfa Copex, venduto con uno sviluppatore speciale a basso contrasto per aumentare la gamma dinamica.
- Caratteristiche generali: base in PET per una migliore planarità del film, forte contrasto e bassa tolleranza di esposizione, grana fine non molto soggetta a aliasing.

## Kodak
È stato suggerito che alcuni ex prodotti Kodak potrebbero essere rientrati in produzione o rimarchiati da terzi.

### Kodak Verichrome Safety Film
- Data di lancio: 1931
- Fuori produzione: 1956
- Alternativa suggerita: Kodak Verichrome Pan
- Tipo: ortocromatico
- Velocità:
- Formati disponibili: Vari incluso V-116
- Grana:
- Latitudine:
- Potere risolutivo:
- Storia: WRATTEN & WAINWRIGHT VERICHROME è stato introdotto intorno al 1907/8 offrendo maggiore sensibilità spettrale e velocità rispetto alle emulsioni contemporanee del tempo. La compagnia fu acquistata da KODAK nel 1912. Nel 1931 KODAK pubblicò il film su una base di sicurezza come rullino, con maggiore latitudine e grana più fine del film KODAK NC (Non-Curling) che era stato lo standard dal 1903. Kodak Verichrome Il film sulla sicurezza è stato infine sostituito dal film Kodak Verichrome Pan nel 1956.
- Utilizzo primario:

### Kodak Verichrome Pan[9]
- Data di lancio: 1956

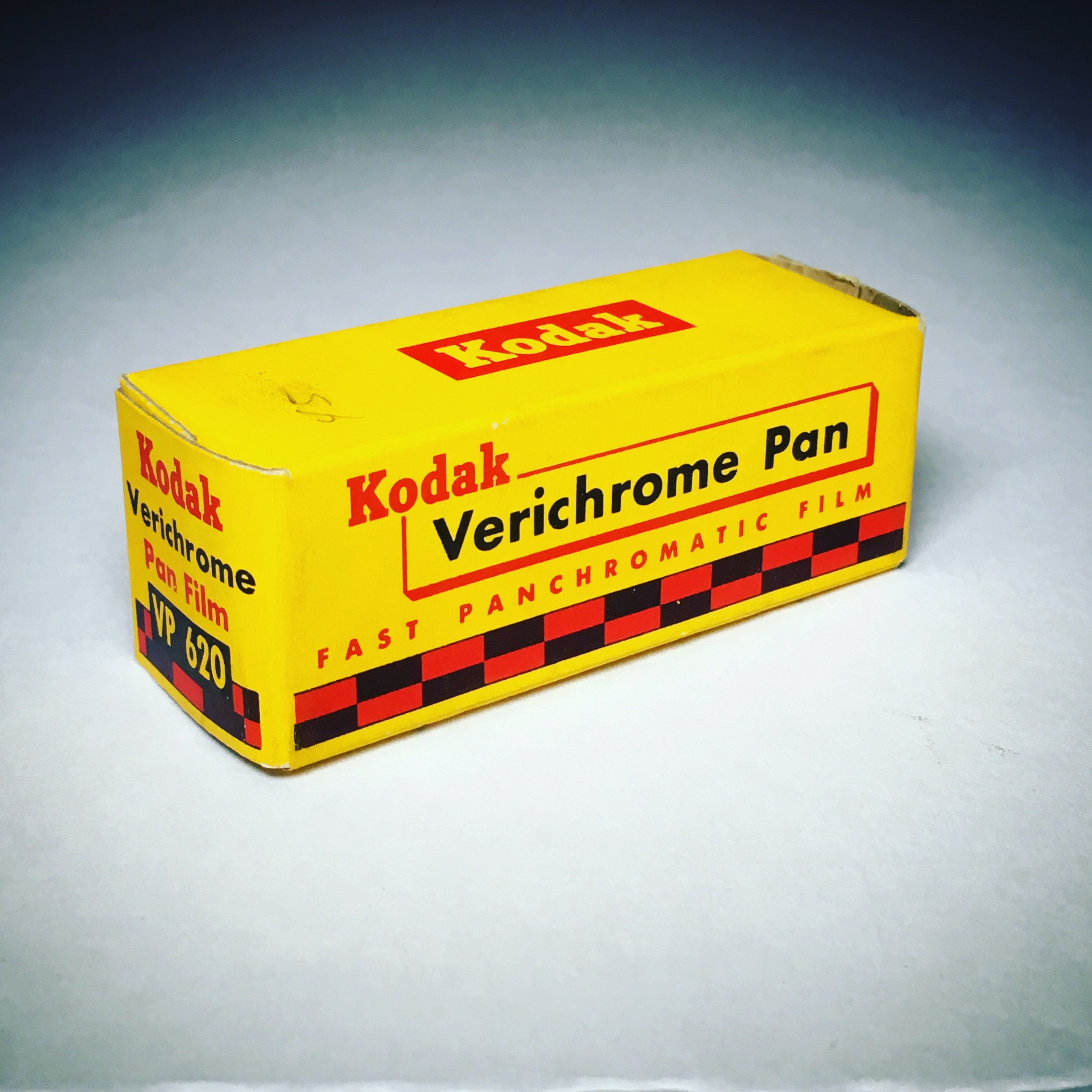
Kodak Verichrome Pan 620 Fast Panchromatic Film (Scatuta nel luglio 1957)

- Fuori produzione: 1995? (Formato 127), anni '70 (formato 120)
- Sostituzione consigliata: Kodak Professional T-MAX 100 Film / 100TMX KODAK PROFESSIONAL PLUS-X 125 Film / 125PX. Per ulteriori informazioni, consultare Pubblicazioni KODAK F-4016, KODAK PROFESSIONAL T-MAX Films e F-4018, Pellicola KODAK PROFESSIONAL PLUS-X 125, disponibile su www.kodak.com/go/bwfilms
- Tipo: pancromatico (B / N)
- Velocità: Media velocità (EI 125) (Early 620: EI 80 Daylight, 60 Tungsten, come stampato su carta per film leader insieme a consigli sulle impostazioni di esposizione).
- Formati disponibili: 120, 127, 116, 126, 616, 110, 620, 828, 8 "x 5 piedi per le fotocamere Cirkut
- Granularità:
- Latitudine: ampia
- Potere risolutivo: buono
- Storia: KODAK VERICHROME PAN Film era un sostituto pancromatico del film KODAK VERICHROME, che era ortocromatico.
- Caratteristiche del film: KODAK VERICHROME Pan (VP) è una pellicola pancromatico a velocità media (EI 125) che presenta una grana estremamente fine. La sua eccellente gradazione e l'ampia latitudine di esposizione lo rendono una buona scelta per applicazioni generiche. Questo film ha caratteristiche simili a quelle del film professionale KODAK PLUS-X Pan, ma non ha superfici di ritocco.
- Uso primario: scopo generale

### Kodak Super-XX

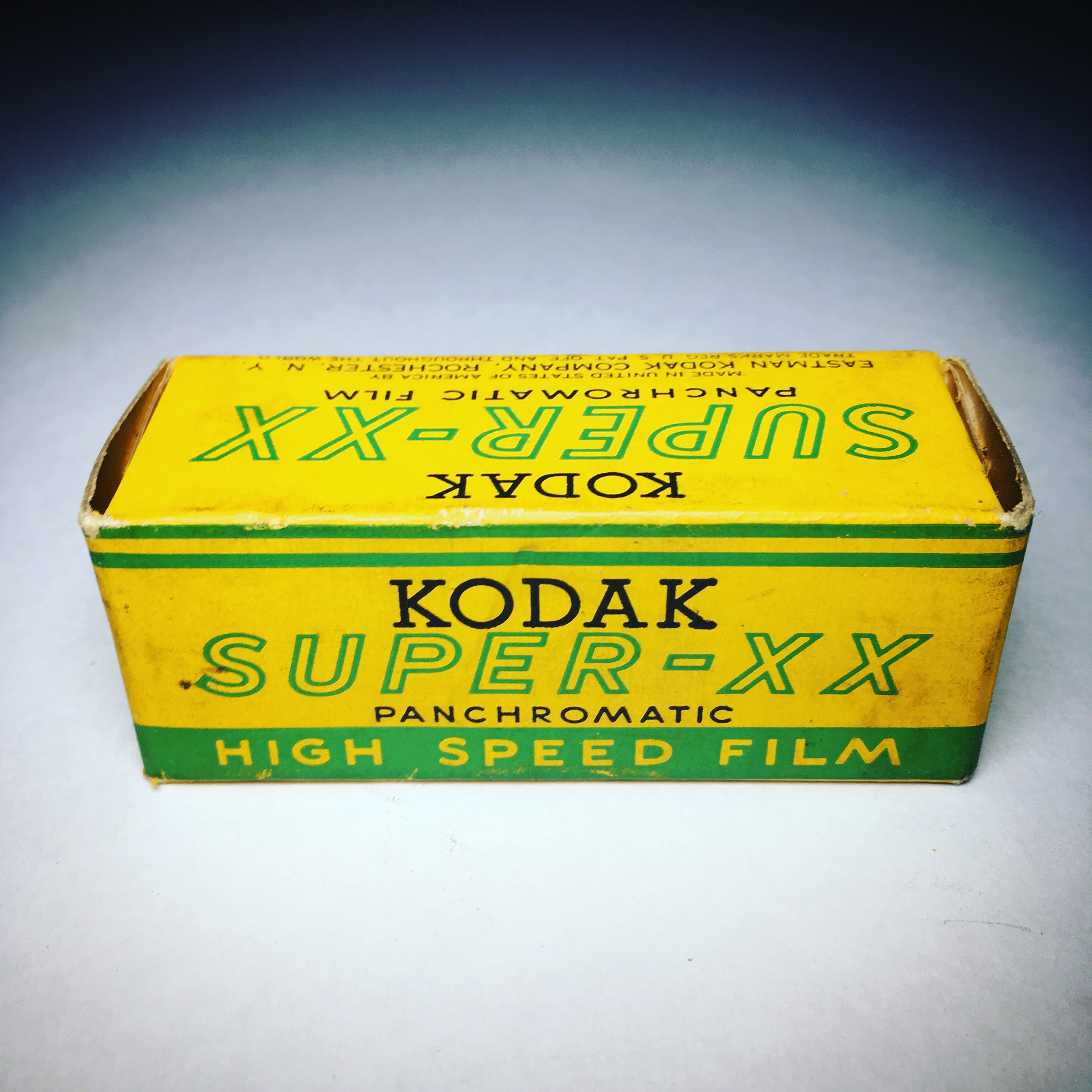
Kodak Super-XX Panchromatic High Speed 120 Film (Expired: December 1939)

- Tipo: pellicola negativa in bianco e nero ad alta velocità. Questo era il film ad alta velocità standard della Kodak dal 1940 al 1954, quando Tri-X fu introdotto in formati più piccoli. Fu interrotto prima del 1960 in formati di film in bobina, ma continuò a essere realizzato in fogli fino al 1992.
- Velocità: Daylight ASA 100, dopo 200, quando il fattore di sicurezza è stato ridotto. Potrebbe essere spinto facilmente.
- Caratteristiche: emulsione spessa, grana relativamente grossa
- Potere risolutivo: discreto, dovuto alla bassa acutanza dovuta allo spessore dell'emulsione
- Vantaggi: Curva caratteristica molto, molto lunga, quasi perfettamente rettilinea, grande latitudine la rendeva ideale per sviluppi variabili, sia più lunghi che più corti, sviluppo di bagni d'acqua, speciali formule di compensazione.

### Kodak Technical Pan 2415[10]
- Tipo: (nessuna velocità ISO, circa EI 100-250 in pratica), pellicola ad alto contrasto ad alta definizione rivestita su una base di plastica sottile per evitare l'arricciatura.
- Per utilizzarli a fini illustrativi, (EI 16-25) utilizzare sviluppi molto diluiti, con agitazione minima.
- Capace di risoluzione estrema, negativi in formato ridotto (solo 35 mm) che imitano da vicino i risultati dei negativi di grande formato.
- Basato su ESTAR-AH
- Disponibile dal 1984 alla metà degli anni '00 (?).

### Kodak Professional BW400CN[11]
- Pellicola Cromogenica per lo sviluppo C41

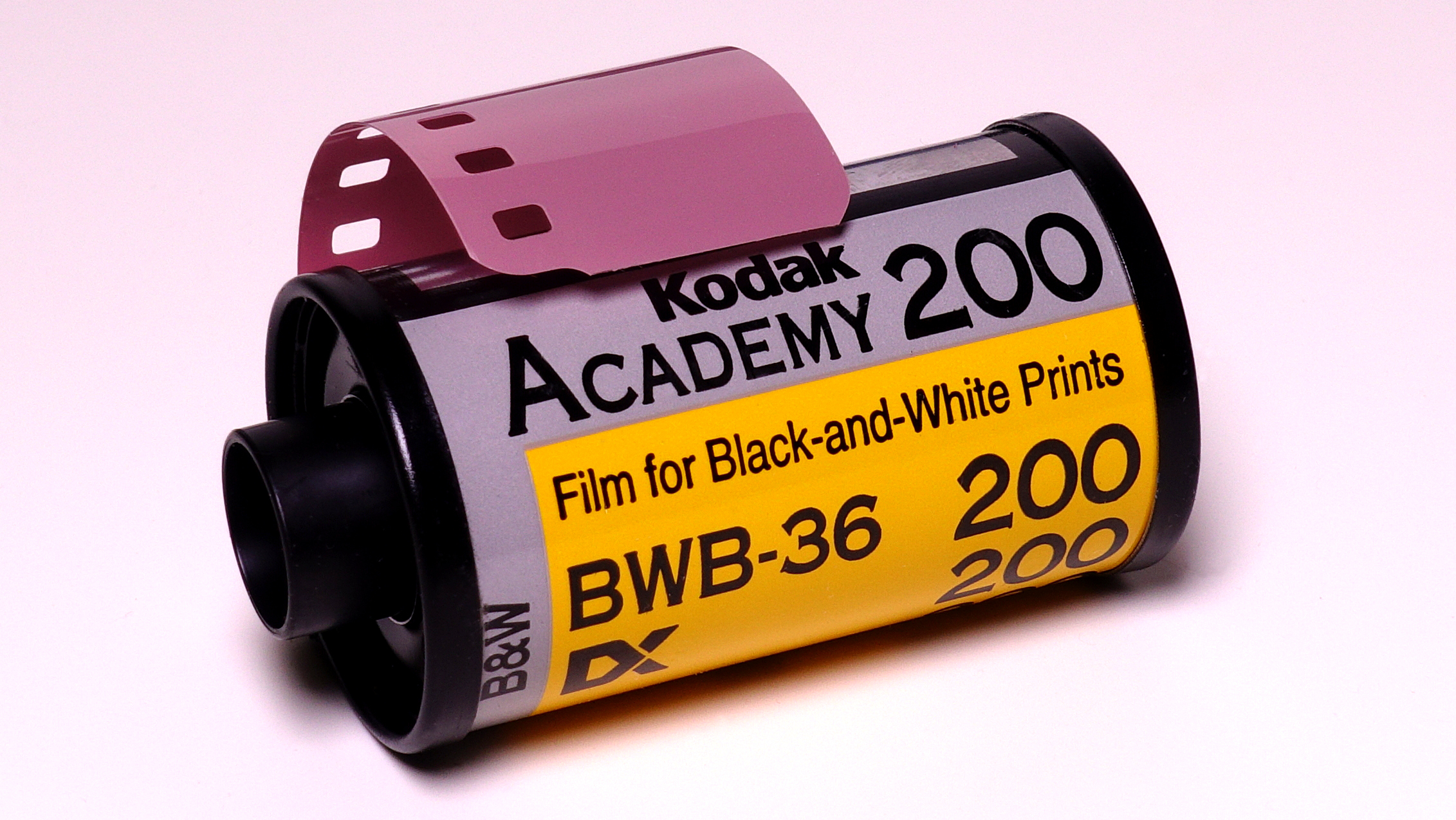
Kodak Academy 200

- Prodotta fino al 2005
- BW400CN (Pellicola Cromogenica per lo sviluppo C41, prodotta fino al 14/08/2014)

### KODAK PROFESSIONAL T400 CN Film[12]
- Pellicola Cromogenica per lo sviluppo C41, 400 ASA

### Kodak Academy 200
Film in bianco e nero di ampia latitudine di posa a basso costo commercializzati in Europa, Asia e India.
- Formati disponibili: 35 mm
- Venduto come "Kodak Panchromatic 200" nelle Filippine da ca. 1995-2000.
- Film a grana grossa e a bassa risoluzione che ricorda Super-XX.
- Molto tollerante nelle variazioni di elaborazione che consentono la regolazione del contrasto modificando i tempi di sviluppo.

### Kodak EKTAPAN 4162 Film[13]
- Tipo: pellicola negativa in bianco e nero a media velocità
- Velocità: ISO 100
- Formati disponibili: 4 "x 5", 5 "x7", 8 "x 10" e 11 "x14" fogli, rotoli lunghi
- Caratteristiche: grana molto fine
- Potere risolutivo: alto
- Vantaggi: consigliato da Kodak per la ritrattistica e il lavoro ravvicinato con flash elettronico e per applicazioni commerciali, industriali e scientifiche
- Prodotta fino al 2002

### Plus X 125[14]
- Data di lancio: 1954
- Fuori produzione: marzo 2011

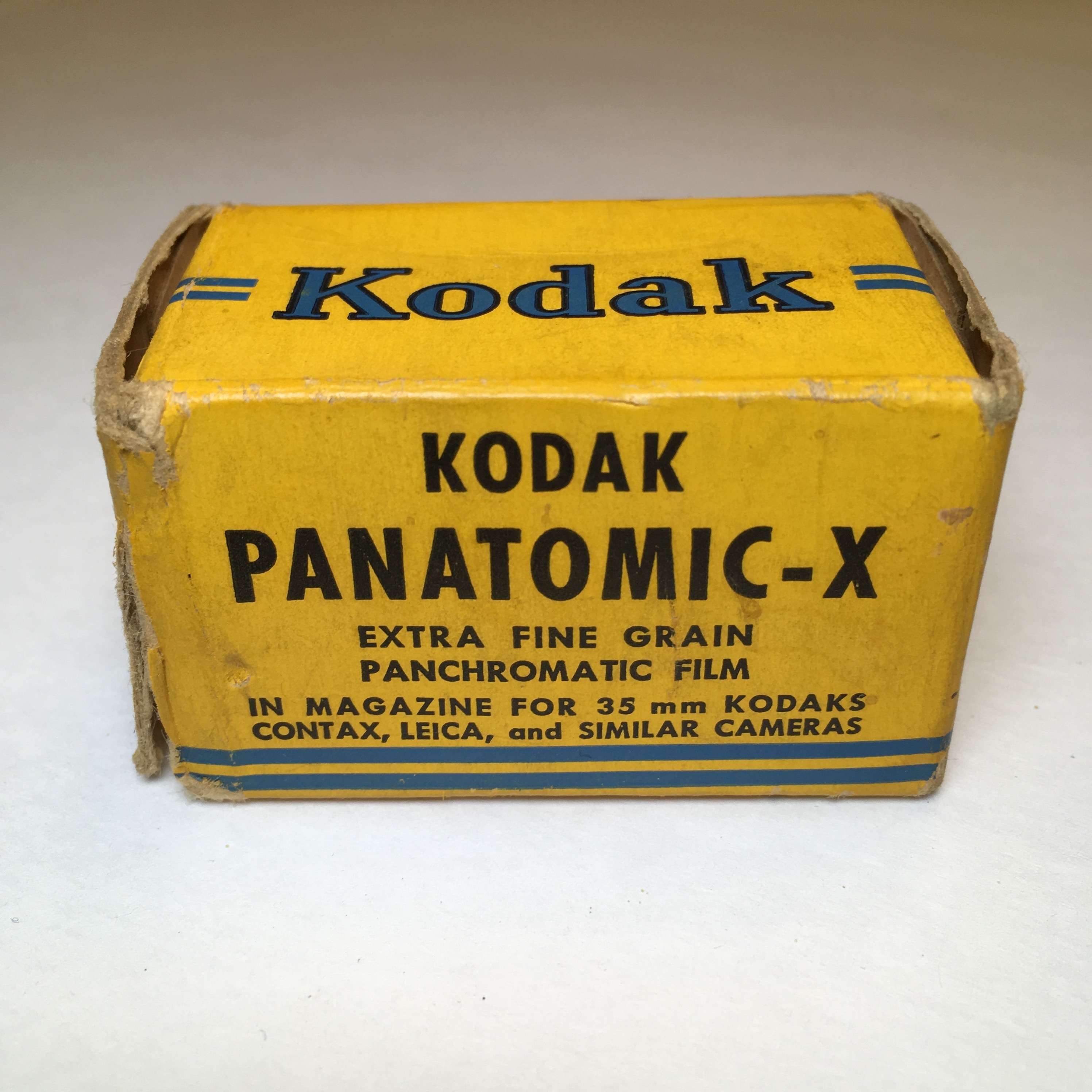
Kodak Panatomic-X 35mm Film (Expired, July 1944)

- Sostituzione suggerita: Kodak T-Max 100
- Tipo: bianco e nero
- Velocità: originariamente ASA 50, ISO 125

### Panatomic X[15]
- Data di lancio: 1933
- Fuori produzione: 1987
- Sostituzione suggerita: Kodak T-MAX 100
- Tipo: bianco e nero
- Velocità: 32 ASA (pubblicazione Kodak n. R-20, 3ª edizione, 1967), 40 ASA / 17 ° DIN (pubblicazione Kodak FF1062, 1965), 40 ASA (pubblicazione Kodak n. F-13, 2ª edizione , 1965)
- Granularità: grana estremamente fine
- Kodacolor
- Kodacolor X
- Kodacolor II
- Kodacolor 400
- Kodacolor HR
- Kodacolor VR 1000
- Kodacolor VR 100
- Kodacolor VR 200 (Sostituita da Colorplus 200)
- Kodacolor VR 400
- Kodacolor VR-G 100 (Sostituita da Gold 100)
- Kodacolor VR-G 200 (Sostituita da Gold 200)
- Kodacolor VR-G 400 (Sostituita da Gold 400)
- Kodak Gold 100
- Kodak Gold 400 (Sostituita da Ultramax 400 in 2007)
- Kodak Portra 160 VC 1998 -2011
- Kodak Portra 160 NC 1998 -2011
- Kodak Portra 400 VC 1998 -2010
- Kodak Portra 400 NC 1998 -2010

### Color reversal (slide) films

#### Kodachrome 25, 64, and 200 Professional[16]

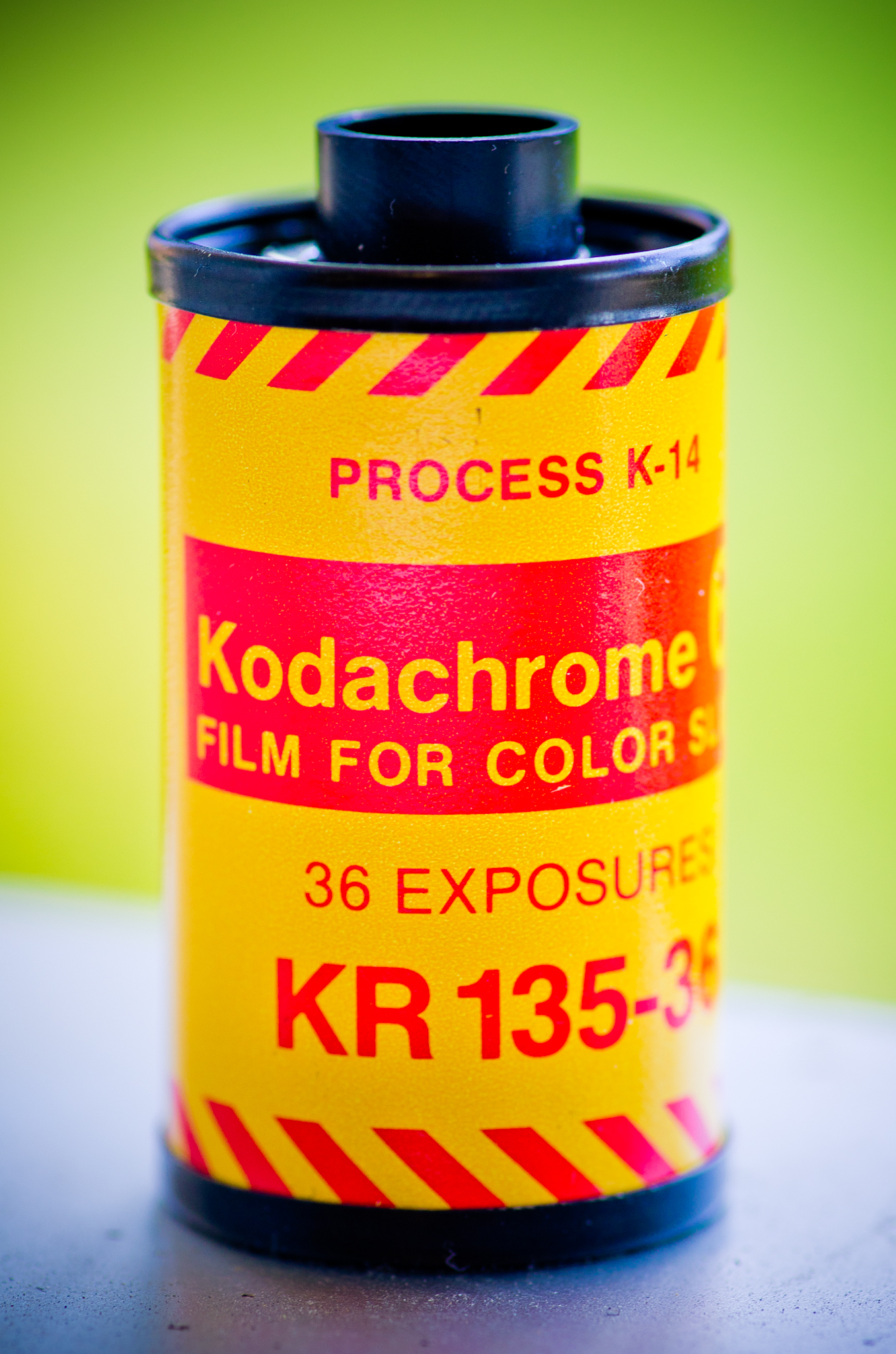
Kodachrome 64

- Prima pellicola invertibile a colori; essenzialmente prima pellicola di colore commercialmente importante di qualsiasi tipo.
- Data di lancio: 1935, prima per film cinematografico, poi (1936) per fotocamere fisse (Kodachrome, ASA 8, dopo 10). Insieme a Kodachrome Professional Type A (per fotoflood da 34000 K, inizialmente ASA 16, poi ASA 40) e Kodachrome Type F (per flash, interrotto nel 1950).
- Sostituito da Kodachrome II (ASA 25) nel 1961. Kodachrome-X (ASA 64) aggiunto nel 1962; successivamente sono stati aggiunti Kodachrome 200 e Kodachrome Professional 64 e 200.
- È richiesto un processo di sviluppo speciale, con più passaggi di tintura, perché non c'erano accoppiatori coloranti nel film. La lavorazione acquistata con il film fino al Dipartimento di Giustizia fece causa intorno al 1954, sostenendo che si trattava di una pratica monopolistica. C'erano relativamente pochi concorrenti, tuttavia, con il complesso meccanismo di sviluppo necessario.
- Grana estremamente fine, elevata saturazione, pellicola a colori più nitida mai realizzata. Originariamente disponibile in formati di pellicola a rullo più grandi e fogli di pellicola (fino alla fine degli anni '40, inizio anni '50). Kodak ha continuato a sollecitare la sostituzione con Ektachrome, che potrebbe essere sviluppata dall'utente o da molti laboratori indipendenti.
- Fuori produzione: 2009.
- L'ultimo laboratorio che la sviluppava ha chiuso la linea Kodachrome alla fine del 2010.
- Sostituzione suggerita: Kodak Ektachrome E100d
- Tipo: inversione del colore (pellicola di diapositive)
- Velocità: ASA 6, 25, 40, 64, 200

#### Ektachrome Lumiere 100
- Film professionale
- Codice LPP 6146
- Data di lancio: ?
- Fuori produzione:?
- Sostituzione suggerita:?
- Tipo: pellicola inversa a colori a media velocità che offre un bilanciamento del colore neutro con una maggiore saturazione.
- Velocità: Temp / EI / Wratten filter no. (Fonte: Ektachrome Lumiere 100 Data Sht dtd 11-93)

1. 5500K/100/none
2. 3200K/25/80A
3. 3400K/32/80B

- Elaborazione: E-6
- Formati: 135, 120, pellicola tagliata.
- Kodak Pub No. E-137, "Kodak Ektachrome Lumiere 100 Professional Film"

#### Ektachrome E200[17]
- Data di lancio: ?
- Fine produzione: Marzo 2011
- Sostituzione sugerita: Kodak Ektachrome E100G
- Velocità: ISO 200

#### KODAK PROFESSIONAL ELITE Chrome Extra Color 100 Film

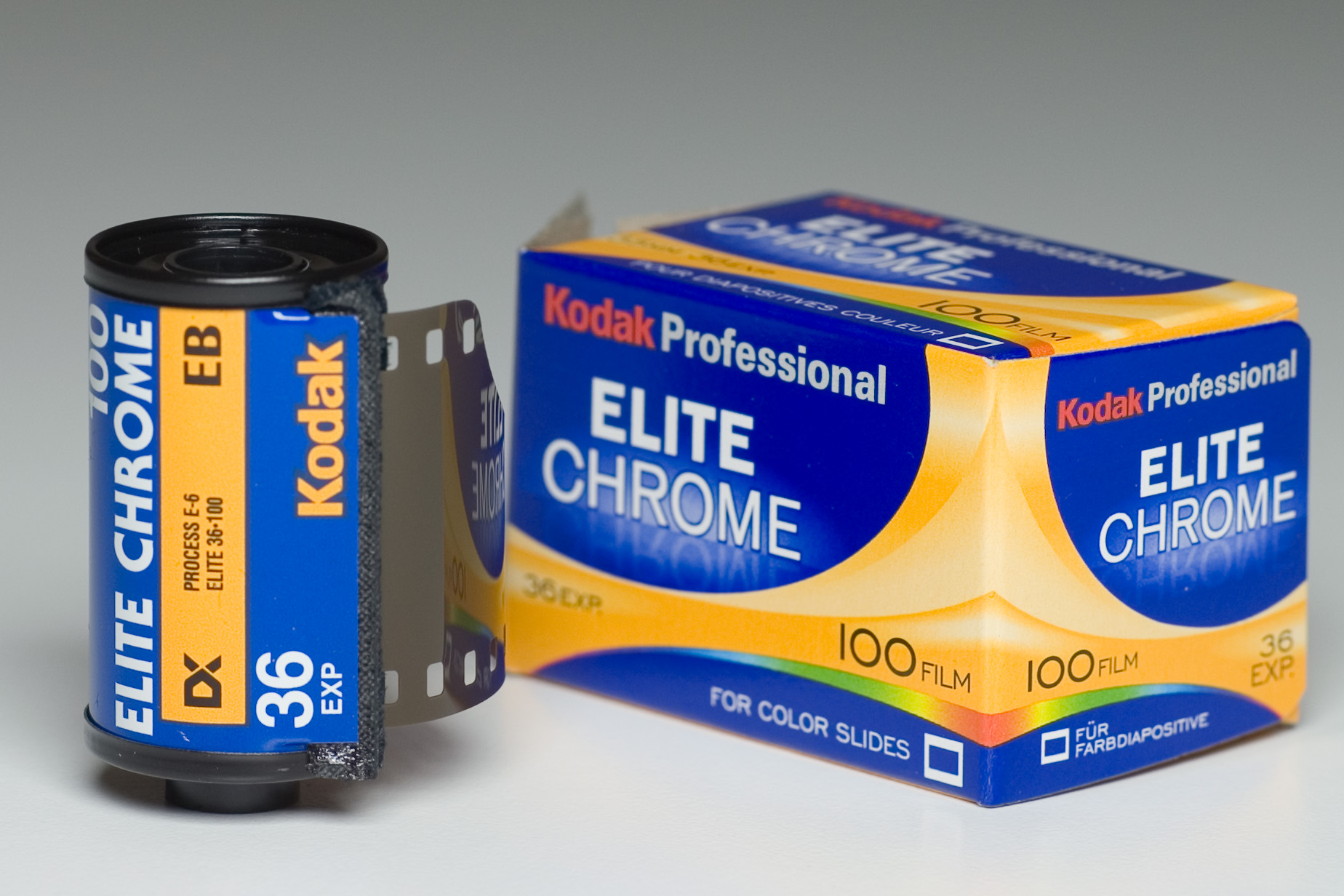
Kodak Elite Chrome

#### KODAK PROFESSIONAL ELITE Chrome Extra Color 100 Film[18]
- Data di Lancio: 1991
- Fine produzione: 2012
- Sostituzione sugerita: Ektar 100
- Velocità: ISO 100
- Grana: fine

#### KODAK PROFESSIONAL ELITE Chrome 100 Film[19]
- Data di lancio: 1989
- Fine produzione: 2012
- Sostituzione sugerita: Ektar 100
- Velocità: ISO 100
- Grana: fine

#### KODAK EKTACHROME 64T Professional Film (EPY)[20]
- Tipo: Pellicola invertibile bilanciata per il tungsteno
- Velocità: ISO 64

#### E100G
- Data di Lancio: 2000
- Fine produzione: 2012
- Sostituzione suggerita: Ektar 100
- Velocità: ISO 100
- Grana: Grana molto fine

#### KODAK PROFESSIONAL EKTACHROME Film E100VS[21]
- Data di lancio: 2002
- Fine produzione: 2012
- Sostituzione suggerita: Ektar 100
- Velocità: ISO 100
- Grana: Fine

#### E100GX
- Data di lancio: 2001
- Fine produzione: 2009
- Sostituzione suggerita: Ektar 100
- Velocità: ISO 100
- Grana: Grana estremamente fine

#### KODAK PROFESSIONAL High Speed Infrared Film[22]
- Tipo: pellicola ad infrarossi bianco e nero

#### KODAK EKTACHROME Professional Infrared EIR Film[23]
- Fine produzione: 2009[24]
- Tipo: sensibile agli infrarossi con colori sfalsati
- Grana: Estremamente fine

#### Altri Kodak Professional films
Questi elenchi seguenti di Kodak descrivono in dettaglio le emulsioni più recenti che sono state interrotte nella loro linea di pellicole professionali. Questi elenchi non includono i film commerciali Kodak, quelli disponibili nel negozio di alimentari /drogheria media. Kodak ha interrotto l'ultima delle sue emulsioni positive / diapositive rimanenti (ancora elencate come disponibili su quella pagina dal 2012 al 22-22). Tutti i film in quella pagina (il secondo in questa lista) sono stati interrotti e saranno esauriti una volta vendute le scorte attuali, che le stime di Kodak saranno tra la fine dell'estate e la fine del 2012.
Vedere la pagina Web http://www.taphilo.com/Photo/kodakfilmnumxref.shtml per un elenco del numero di film Kodak sul tipo di pellicola.
- Ektachrome E100G
- Ektachrome E100VS
- Ektachrome E100S
- Ektachrome E100 Plus
- Ektachrome E100GX
- Ektachrome 100
- Ektachrome 64
- Ektachrome 64T
- Ektachrome 160
- Kodachrome 64
- Kodachrome 25
- Kodachrome 40

## Konica
Fondata nel 1873 in Giappone, Konica è stata uno dei principali produttori di pellicole a colori da 35 mm e prodotti correlati, tra cui processori per lo sviluppo di film e tecnologia di stampa. Originariamente il film e la carta di Konica venivano venduti con il marchio "Sakura". Nel 2003, Konica si unì a Minolta per formare Konica Minolta. Nel 2006, la società risultante dalla fusione ha chiuso la divisione di imaging fotografico, che produceva pellicole a colori, carta a colori, prodotti chimici fotografici e macchine minilab digitali. La compagnia ha prodotto i seguenti film.
- SR 1980s range of film,
- SR-V (1987)
- SR-G (1989)
- Super SR (1991)
- Super XG (1993)
- VX 1999
- Centuria 1999.

## Maco
Sede centrale a Stapelfeld, Germania. Vendita di film attraverso www.macodirect.de

### ORT
- Tipo: nero e bianco (ortocromatico)
- Velocità: ISO 25, DIN 15 °
- Formati disponibili: 35 mm, 120, foglio di pellicola
- Granularità: estremamente fine
- Potere risolutivo: estremamente alto (> 330 lp / mm)
- Storia: evoluzione di Agfa Ort25c, stessa emulsione del film miocografico MACO EM, evoluta successivamente in ORTO25
- Uso principale: Reprografia, Micrografia, fotografia in bianco e nero speciale Caratteristiche generali:

## Perutz
Perutz era un produttore cinematografico tedesco. Fu rilevato da Agfa-Gevaert nel 1964.

## Polaroid

### Type 55
- Tipo: pellicola istantanea Pos / Neg in bianco e nero
- Velocità: 50/18 ° (pos), 35/16 ° (neg)
- Formati disponibili: 4 × 5
- Grana:
- Latitudine:
- Potere risolutivo:
- Storia: dismessa da Polaroid nel 2008; processo di produzione concesso in licenza
- Utilizzo principale: scatti di prova, opere d'arte

## ORWO
ORWO (ORiginal WOlfen) è stato il successore di Agfa a Wolfen, RDT. Negli anni '50 e nei primi anni '60 produssero film strettamente legati ai prodotti Agfa di Leverkusen, nella Germania occidentale.

### Agfa Wolfen Isopan F
- Tipo: negativo in bianco e nero, pancromatico
- Velocità: 17 ° DIN, 40 ASA
- Formati disponibili: 35 mm
- Grana:
- Potere risolutivo:
- Storia: sostituita negli anni '60 da NP 18
- Uso principale: film per uso generale

### ORWO NP 18
- Tipo: negativo in bianco e nero, pancromatico
- Velocità: 18 ° DIN, 50 ASA
- Formati disponibili: 35 mm
- Grana:
- Potere risolutivo:
- Storia: Sostituisce la Isopan F
- Uso principale: pellicola per uso generale
- Comments:

### Agfa Wolfen Isopan FF
- Tipo: negativo in bianco e nero, pancromatico
- Velocità: incerta, 10 ° o 15 ° DIN
- Formati disponibili: 35 mm, 120, 127, 620
- Grana: Storia: sostituito da ORWO NP 10
- Uso principale: pellicola a grana ultra fine
- Commenti: indicato anche come ISOPAN IFF, marchi marginali W IFF

### ORWO NP 10
- Tipo: negativo in bianco e nero, pancromatico
- Velocità: 10 ° DIN, 8 ASA
- Formati disponibili: 35 mm, 120
- Grana: ultra fine
- Storia: sostituzione per Agfa Wolfen Isopan FF.
- Uso principale:
- Commenti:

### Agfa Wolfen Isopan SS
- Tipo: negativo in bianco e nero, pancromatico
- Velocità: Formati disponibili: 35 mm, 120, 127, 620
- Grana: Fine
- Potere risolutivo:
- Storia: commercializzata almeno negli anni '60
- Uso principale: pellicola a grana ultra fine
- Commenti: indicato anche come ISOPAN ISS, marcature marginali L ISS

### ORWO NP 22
- Tipo: negativo in bianco e nero, pancromatico Velocità: 22 ° DIN, 125 ASA Formati disponibili: 35 mm, 120, 127, 620
- Grana: fine
- Potere risolutivo:
- Storia: sostituzione per Agfa Wolfen Isopan SS
- Uso principale: pellicola a grana ultra fine
- Commenti:

### Agfa Wolfen Isopan Rapid
- Tipo: negativo in bianco e nero, pancromatico
- Velocità: Formati disponibili: 35 mm, 120, 620
- Grana:
- Potere risolutivo:
- Storia: sostituito da ORWO NP27.
- Utilizzo principale: pellicola ad alta velocità
- Commenti: Velocità poco chiara, potrebbe essere 27 ° DIN o 29 ° DIN

### ORWO NP27
- Tipo: negativo in bianco e nero, pancromatico
- Velocità: 27 ° DIN, 400 ASA
- Formati disponibili: 35 mm, 120, 620
- Grana:
- Potere risolutivo:
- Storia: sostituzione per Agfa Wolfen Isopan Rapid
- Utilizzo principale: pellicola ad altissima velocità
- Commenti:

### ORWO NC 16
- Tipo: colore negativo
- Velocità: 16 ° DIN, 32 ASA
- Formati disponibili:
- Grana:
- Potere risolutivo:
- Storia:
- Utilizzo primario:
- Commenti:

## Rera
Rera è una piccola gamma di pellicole fotografiche per fotocamere a pellicola formato 127 (4x4) montate in Giappone da Kawauso-Shoten. Il film viene acquistato e convertito per il formato 127 e venduto attraverso i principali rivenditori. I film fuori produzione includono:

### Color reversal (slide) films
| Produttore | Nome       | Data      | Base | ISO | Sviluppo | Tipo  | Dettagli                                                                           | Origine | Formati | Rimpiazzata da |
| ---------- | ---------- | --------- | ---- | --- | -------- | ----- | ---------------------------------------------------------------------------------- | ------- | ------- | -------------- |
| Rera       | Chrome 100 | 2016 - 17 | P    | 100 | E-6      | Slide | Pellicola per diapositive a colori per uso generale. Forse un film Aviphot Chrome. | tbc     | 127     | Niente         |

## Rollei
Il marchio Rollei per pellicole fotografiche è concesso in licenza a Maco (Hans O. Mahn GmbH & Co. KG, Maco Photo Products) fornitore tedesco di pellicole fotografiche. Offrono una gamma di film in bianco e nero e a colori prodotti da Agfa-Gevaert e altri fornitori. I film fuori produzione sono elencati di seguito;

### R3
- Velocità: ISO 200, DIN 24 ° (utilizzabile da ISO25 a ISO6400)
- Formati disponibili: 35 mm, 120, foglio di pellicola
- Grana: fine
- Potere risolutivo: alto
- Storia: lanciato nel 2004
- Utilizzo principale: fotografia in bianco e nero
- Caratteristiche generali: Latitudine abbastanza ampia, base in PET per una migliore planarità del film, sensibilità spettrale estesa da IR a quasi UV, da conservare in speciali cartucce nere
- fuori catalogo

### ATO (Advanced Technical Ortho)
- stessa emulsione di Maco Genius Film
- base chiara
- adatto per il processo di inversione

### Rollei Ortho
- orthochromatic film with a clear base
- spectral sensitivity 380 - 610 nm
- resolving power of 330 lines/mm (with a fine-grain developer)
- especially suited for digital scanning
- Replaced by Ortho Plus in 2017

### Rollei Pan
- ISO 25
- Base chiara, adatta all'inversione

### Retro Tonal
- stessa emulsione di Maco PO100C
- un film ortopancromatico ("RectePan")
- base chiara
- adatto per il processo di inversione

### RSD
- stessa emulsione di Agfa Copex Slide Direct
- Un film ortocromatico pre-appannato appositamente per la duplicazione negativa o diapositiva indice di esposizione (EI) alla luce diurna intorno a 0,2 (quindi ha un valore DIN di -6!) = su EI 6 + 5 f stop (non molte fotocamere lo gestiranno correttamente)
- Dopo una massiccia esposizione produrrà un positivo nel tradizionale processo B & W, cioè NON viene eseguito attraverso un processo di inversione; vedi anche solarizzazione
- Regolazione del contrasto usando diversi sviluppatori, cioè contrasto più basso: per es. Rodinal / Adonal (1:25 circa 10 minuti, 1:50 circa 20 minuti) o contrasto più elevato: qualsiasi sviluppatore di carta 1 + 4 circa 5 minuti.

| Produttore | Nome         | Data      | Base | ISO | Sviluppo | Type        | Dettagli | Origine | Formati | Rimpiazzata da |
| ---------- | ------------ | --------- | ---- | --- | -------- | ----------- | --- | ------- | ------- | -------------- |
| Rollei     | Vario Chrome | 2017-2017 | T?   | 200 | E-6      | Invertibile | Film in edizione limitata nel 2017 convertito da stock di diapositive scadute. Può essere esposto tra 200/24 ° a 400/27 ° ISO senza regolare lo sviluppo. Dona colori terrosi granulosi. | Belgio? | 135     | Niente         |

### ScanFilm
- stessa emulsione di Agfa Aviphot Color X400 senza maschera, molto adatta per la scansione